# Quinto Emílio Papo
Quinto Emílio Papo (em latim: Quintus Aemilius Papus) foi um político da gente Emília da República Romana, eleito cônsul por duas vezes, em 283 e 278 a.C., com Caio Fabrício Luscino nas duas vezes.
Segundo William Smith, Quinto Emílio era avô de Lúcio Emílio Papo, o que, porém, contradiz a informação derivada do nome completo do Lúcio mais jovem, que era "Lucius Aemilius Q.f. Cn.n. Papus", que significa "Lúcio Emílio, filho de Quinto, neto de Cneu". Quinto era, portanto, pai de Lúcio Emílio ou um parente por parte de pai.

## Primeiro consulado (282 a.C.) e intervalo
Quinto Emílio foi eleito em 282 a.C. com Caio Fabrício Luscino. Durante seu primeiro consulado, conseguiu algumas vitórias contra os boios no norte da Itália enquanto seu colega lutava no sul. O castigo recebido pelos boios foi tão severo que a Gália Cisalpina permaneceu em paz por mais de cinquenta anos depois disto.

Mapa do sul da Itália durante a Guerra Pírrica, contra Pirro de Epiro

Neste mesmo ano, uma embaixada liderada pelo grande Lúcio Postúmio Megelo foi enviada a Taranto depois de um ataque a uma frota romana em meio ao saque de Túrios. Os enviados romanos exigiram a libertação dos soldados da guarnição de Túrios, aprisionados pelos tarantinos, a volta dos aristocratas expulsos da cidade, a restituição dos valores roubados durante o saque da cidade e a entrega dos responsáveis pelo ataque aos navios romanos. Segundo a tradição, os embaixadores romanos foram recebidos de forma desrespeitosa e foram humilhados, o que resultou na declaração de guerra contra Taranto que deu início à sequência de eventos que levaria à Guerra Pírrica (280–275 a.C.) na Itália.
Dois anos depois, Emílio, Fabrício e Públio Cornélio Dolabela estavam entre os embaixadores enviados a Pirro de Epiro para negociar o resgate dos prisioneiros feitos na Batalha de Heracleia (280 a.C.).

## Segundo consulado (278 a.C.)
Quinto Emílio foi eleito mais uma vez em 282 a.C., novamente com Caio Fabrício Luscino. Pirro, cujas vitórias foram obtidas a um enorme custo, não estava disposto a arriscar-se novamente em batalha contra os romanos, especialmente sob o comando de Fabrício, e o mesmo valia para os romanos, que estavam ansiosos para recuperar seu domínio sobre seus antigos aliados, todos em revolta. A generosidade com que Fabrício e Emílio Papo enviaram ao rei o traidor que havia se oferecido para envenená-lo serviu como pretexto para o início das conversas, um evento tão oportuno que Barthold Georg Niebuhr conjectura se não foi um plano preconcebido. Cineas foi enviado a Roma e conseguiu concluir uma trégua, permitindo que Pirro embarcasse para a Sicília, deixando seus aliados italianos à mercê da vingança romana.
Fabrício empregou o resto do ano subjugando o sul da Itália e, quando regressou, celebrou um triunfo.

## Anos finais
Ele foi eleito censor em 275 a.C., novamente com Luscino. Neste ano, Públio Cornélio Rufino foi expulso do Senado Romano pelos censores por ostentar dez libras de prata, uma afronta às leis morais romanas ("Sumptuariae leges"), que impunha limites às despesas e à ostentação.